# Abhijit Banerjee
Abhijit Vinayak Banerjee (em bengali:  অভিজিৎ বিনায়ক বন্দ্যোপাধ্যায়; Bombaim, Índia, 21 de fevereiro de 1961 é um economista indiano-estadunidense.
Em 14 de outubro de 2019 foi distinguido com o Prêmio Nobel de Ciências Econômicas, pela "abordagem experimental para aliviar a pobreza global", juntamente com Esther Duflo e Michael Kremer.

## Livros
- com Philippe Aghion: Volatility and Growth. 2005.
- com Roland Benabou e Dilip Mookherjee (Eds.): Understanding Poverty. 2006.
- Making Aid Work. 2007.
- com Esther Duflo: Poor Economics. 2011.
- com Esther Duflo: Poor Economics. Barefoot Hedge-Fund Managers, DIY Doctors and the Surprising Truth  about Life on less than 1$ a Day. Penguin Books, London 2013, ISBN 978-0-7181-9366-9.